# Lippenstift-Index

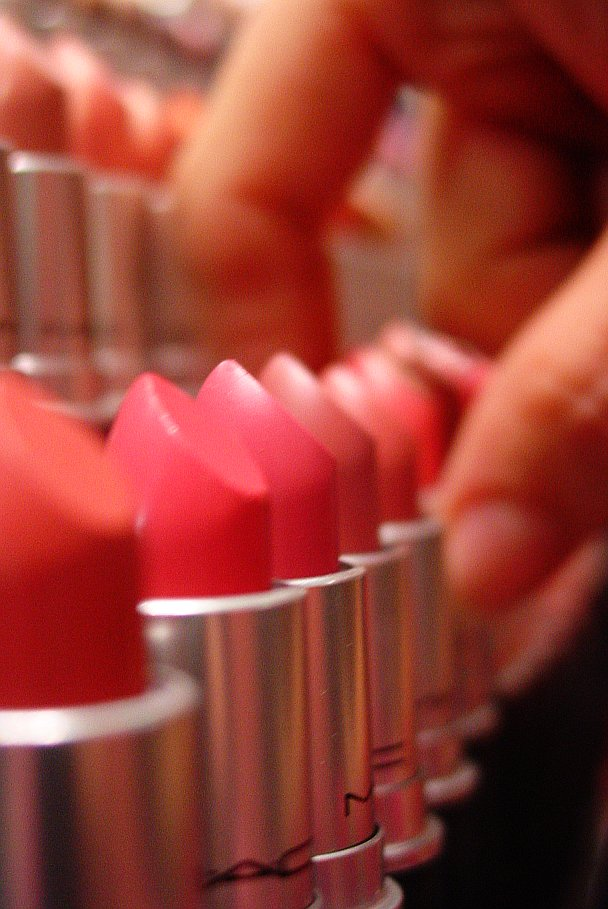

Der Lippenstift-Index (englisch Lipstick index) wurde als Begriff für eine Art eines Konjunkturindikators durch den ehemaligen Vorstandsvorsitzenden Leonard Lauder des US-amerikanischen Kosmetikakonzerns Estée Lauder Companies geprägt.
Lauder prägte den Begriff zur Zeit der Rezession nach den Ereignissen des 11. September 2001. Der Lippenstift-Index soll komplementär zu den offiziellen Indikatoren, als ein „weicher“ Index dienen. Offizielle Indikatoren basieren auf wirtschaftswissenschaftlicher Evaluation und Datenanalyse. Der Lippenstift-Index dagegen basiert auf der Beobachtung des Absatzes von Lippenstiften. Der Index soll wie die offiziellen Indikatoren Konjunkturverläufe kennzeichnen und prognostizieren.
Lauder behauptete, dass der Absatz von Lippenstift, stellvertretend für den Absatz für Kosmetika insgesamt, als ein Index für die Kaufkraft dienen könne und die allgemeine Stimmung der Verbraucher abbilden würde. Lauder deutete den erhöhten Absatz von „Lippenstiften“ als eine Ersatzhandlung (inferiores Gut) für den Kauf von wesentlich teureren Produkten wie Mode, Schmuck und Schuhe, da die Kunden in einer rezessiven Periode ihr Kaufverhalten signifikant anpassen würden. Die Stichhaltigkeit von Lauders Annahme wurde beispielsweise deshalb bezweifelt, weil dieser als Vergleichsgrundlage nur die Umsätze der konzerneigenen Produkte und Marken verwendete. Kritiker wiesen ferner darauf hin, dass beispielsweise die Rezession seit 2008 sich auf den Absatz von Kosmetika nicht so auswirkte, wie es nach Lauders Hypothese sein sollte.